# 杨河镇 (武山县)
杨河镇，是中华人民共和国甘肃省天水市武山县下辖的一个乡镇级行政单位。
2016年，甘肃省民政厅批复同意撤销杨河乡，设立杨河镇。

## 行政区划
杨河镇下辖以下地区：
杨河村、杨楼村、现头村、小庄村、河东村、刘强村、广元村、安沟村、芦河村、西山村、闫山村、庄科村、牛山村、军民村、中梁村、赵河村、张山村、王河村和夏庄村。